# Ampycella
Genre
Ampycella est un genre d'opilions laniatores de la famille des Ampycidae.

## Distribution
Les espèces de ce genre se rencontrent en Équateur et en Colombie.

## Liste des espèces
Selon World Catalogue of Opiliones (15 octobre 2024) :
- Ampycella fortunata Villarreal, Ahumada-C. & Delgado-Santa, 2023
- Ampycella spiniventris Roewer, 1929

## Systématique et taxinomie
Ce genre a été décrit par Roewer en 1929 dans les Gonyleptidae. Il est placé dans les Ampycidae par Benavides, Pinto-da-Rocha et Giribet en 2021.

## Publication originale
- Roewer, 1929 : « Weitere Weberknechte III. (3. Ergänzung der: "Weberknechte der Erde", 1923). » Abhandlungen der Naturwissenschaftlichen Verein zu Bremen, vol. 27, p. 179–284.